# Махмадов, Зафар Мирназарович
Зафар Мирназарович Махмадов (род. 21 апреля 1987, Черкесск, Ставропольский край) — российский дзюдоист, призёр чемпионата Европы, призёр Универсиад, победитель этапов Кубков Европы, участник чемпионата мира 2010 года, мастер спорта России международного класса. Выпускник Северо-Кавказской государственной гуманитарно-технической академии 2009 года по специальности «Финансы и кредит». Член сборной команды страны с 2007 года.

## Спортивные результаты
- Гран-При, Дюссельдорф, 2012 — ;
- Гран-При, Майами, 2013 — ;
- Гран-При, Циндао, 2014 — ;

### Этапы Кубка Европы
- Стамбул, 2008 — ;
- Оренбург, 2009 — ;
- Стамбул, 2009 — ;